# Christiane Jean
 (août 2023).
Si vous disposez d'ouvrages ou d'articles de référence ou si vous connaissez des sites web de qualité traitant du thème abordé ici, merci de compléter l'article en donnant les références utiles à sa vérifiabilité et en les liant à la section « Notes et références ».
Christiane Jean est une actrice française née le 18 mai 1959 à Alger. Elle est surtout connue pour avoir joué le rôle de Claire dans les séries télévisées  Les Filles d'à côté et Les Nouvelles Filles d'à côté.

## Biographie
Elle co-présente l'émission de Jacqueline Joubert Récré A2 été avec Alain Chaufour en 1981.
Elle a en 2003 coécrit avec Régine Teyssot un livre de cuisine intitulé Hot Cuisine, sur le thème de la cuisine aphrodisiaque.
Elle est aujourd'hui principalement active dans le doublage, notamment dans le rôle de l'inspecteur Kate Lockley dans Angel, interprété par Elisabeth Röhm. Elle est mariée au comédien Hervé Bellon, lui-aussi très actif dans le doublage.
Christiane Jean a participé à plusieurs campagnes pour le Secours Populaire : Don'action le 16 mars 2018, Les pères noël verts fin 2019, et était présente pour les 70 ans de l'association en 2015.
Christiane Jean était l'invitée de minuit dans Chaos Reigns le 8 juin 2016. Elle révèle faire partie de la commission Le Tunnel de la comédienne de 50 ans (créée en 2015, elle vise à alerter sur la faible représentation des femmes de plus de 50 ans au cinéma où à la télévision).
Le 28 mai 2019 a eu lieu une lecture de la pièce Et puis après... (coécrite avec Cécile Auclert et réalisée par Alain Cerrer) au Théâtre Daunou.

## Filmographie

### Cinéma
- 1979 : Les Contes de La Fontaine de José Bénazéraf : Calliste
- 1981 : Pourquoi pas nous ? de Michel Berny : Danny
- 1982 : Guillaume le Conquérant de Gilles Grangier et Sergiu Nicolaescu
- 1982 : Les Misérables de Robert Hossein : Cosette
- 1984 : La Tête dans le sac de Gérard Lauzier : Malika
- 1985 : L'Amour braque d'Andrzej Żuławski : Aglaé
- 1985 : Les Spécialistes de Patrice Leconte : Laura
- 1986 : Le Débutant de Daniel Janneau : Valérie
- 1986 : Appelez-moi Fouks de Jacques Besnard : Christine
- 1986 : La Nuit du risque de Sergio Gobbi : Christiane Victorie
- 1987 : I padroni dell' estate de Mario Parodi
- 1988 : Les Prédateurs de la nuit de Jesús Franco : Ingrid Flamand
- 1989 : Mano rubata (film TV) : la femme hypocondriaque
- 1991 : Merci la vie de Bertrand Blier : la femme de Marc-Antoine
- 2022 : Flash Drive d'Arnaud Toussaint : Annette

### Télévision

#### Feuilletons
- 1982 : Par ordre du Roy de Pierre Dumayet et Michel Mitrani : la marquise des anges
- 1989 : Bambino in fuga de Mario Caiano
- 2011 : Le Jour où tout a basculé : Christine (épisode Ma voisine me drague)
- 2013 : Le Jour où tout a basculé : Jeanne (épisode Des hôtes pas comme les autres)

#### Téléfilms
- 1980 : Au théâtre ce soir : Hold-Up de Jean Stuart, mise en scène Michel Vocoret, réalisation Pierre Sabbagh, Théâtre Marigny : Vicky
- 1980 : Il n'y a plus de héros au numéro que vous demandez de Pierre Chabartier : Florence
- 1981 : Jules Ferry de Jean Dewever : Eugénie Ferry
- 1982 : L'Enfant et les Magiciens de Philippe Arnal
- 1982 : Le Féminin pluriel de Marcel Camus d'après Benoîte Groult
- 1985 : Une île (Un isola) de Carlo Lizzani : Germaine
- 1987 : Le Buvard à l'envers) de Pierre Boutron : Sabine
- 1987 : Un siciliano in Sicilia de Pino Passalacqua
- 1988 : La Conscience de Zéno de Sandro Bolchi : Carla
- 1990 : Les Bottes de sept lieues de Hervé Baslé
- 1990 : Baie des anges connection de Patrick Jamain : Jordane[1]
- 1990 : Le Déjeuner de Sousceyrac de Lazare Iglésis : Armande
- 1991 : L'Enfant en fuite de Mario Caiano

#### Séries télévisées
- 1983 : Les Nouvelles Brigades du Tigre de Victor Vicas, épisode La Grande Duchesse Tatiana de Victor Vicas : Tatiana
- 1984 : Un uomo in trappola de Vittorio De Sisti
- 1989 : Salut les Musclés de Patrick Le Guen
- 1991 : Riviera de Michel Baulez : Gabriella
- 1993-1995 : Les Filles d'à côté d'André-Guy Flédérick : Claire
- 1995-1996 : Les Nouvelles Filles d'à côté de Jean-Luc Azoulay : Claire
- 1997 : Les Vacances de l'amour d'Olivier Altman : Manon (épisode L'Enfant perdu)
- 1999 : Island Détectives (épisode 16 : Fautif ou coupable)
- 2003 : Sous le soleil de Laurent Levy : Sandra (mère d'Hugo) (saison 9, épisodes : Jeu dangereux, Au risque de tout perdre, L'impossible pardon et Intime conviction)
- 2004 : Léa Parker de Nicolas Durand-Zouky, Jean-Benoît Gillig et Jeanne Le Guillou (épisode Haute tension)
- 2023 : Les Mystères de L'amour de Jean-Luc Azoulay

## Doublage

### Cinéma

#### Films
- 2013 : Philomena : Sally Mitchell (Michelle Fairley)
- 2019 : Six Underground : ? (?)

### Télévision

#### Séries télévisées
- Elisabeth Röhm dans :
  - Angel : Kate Lockley
  - New York, police judiciaire : Serena Southerlyn

- 1997-2000 : Student Bodies : Emily Roberts (Nicole Lyn)
- 1999-2002 : Associées pour la loi : Patricia Dumar (Merrilee McCommas)
- 2013-2015 : House of Cards : Rachel Posner (Rachel Brosnahan)

#### Téléfilms
- Elisabeth Röhm dans :
  - La Dernière Chance : Laura Martin
  - Mon enfant a disparu : Donna Whitson
  - En eaux troubles : Brooke Harris
  - Portées disparues : Lynn
  - Dans l'ombre du doute : Ali

- 1999 : Au fil de la vie : Susan Morton (Nancy Travis)

#### Séries animées
- 1987 : Raconte-moi une histoire (épisode 16) : Joséphine, la fiancée de Barbe-Bleue
- 1994 : Batman (épisode 56 « Harley & Ivy ») : Poison Ivy

## Théâtre
- 1987 : L'Éprouvette (théâtre) de Mathilda Loufrani et Katy Bonnot, mise en scène de Claude Confortès, La Pépiniaire-Théâtre
- 1992 : Une aspirine pour deux (théâtre) de Woody Allen, mise en scène et adaptation de Francis Perrin, Théâtre Saint-Georges
- 1995 : La Femme de cristal de Phil Young, mise en scène Christian Dura, Théâtre du Bourg-Neuf (Avignon OFF)[2]
- 1998 : Les Cinémas de la rue d'Antibes de Julien Vartet, mise en scène de l'auteur, théâtre Édouard VII